# Doctrina Alford
La Doctrina Alford, llamada también Declaración de Alford o Petición de Alford —en inglés: Kennedy plea, Alford guilty plea, «I'm guilty but I didn't do it» plea o Alford doctrine— es un tipo de declaración aplicable en la justicia criminal estadounidense, por la que un infractor responde a cargos penales no admitiendo culpa sino que inocencia respecto al acto por el que se le acusa. Bajo esta petición, el acusado admite que existen suficientes evidencias como para probar su culpabilidad ante un juez o jurado más allá de una duda razonable.

## Origen
Esta doctrina debe su nombre a la sentencia del caso North Carolina v. Alford de la Corte Suprema de Estados Unidos en 1970 respecto al cargo de asesinato en primer grado del acusado Henry Alford en 1963. La evidencia incluía el testimonio de varios testigos que argumentaban que Alford había reconocido culpabilidad en el asesinato tras la muerte de la víctima; el testimonio en la corte demostró que Alford y la víctima discutieron en la casa de ésta, y que luego que Alford abandonara la casa, la víctima recibió una herida de bala fatal al abrir la puerta en respuesta a un golpe.
El acusado se enfrentaba a la posibilidad de la pena de muerte si era declarado culpable por un juicio con jurado, sentencia que era de carácter automático en la ley de Carolina del Norte durante esa época si se cumplían dos requisitos: si el acusado se había declarado no culpable y si el jurado encontraba no ha lugar el recomendar una cadena perpetua; así, si Alford se hubiera declarado culpable del asesinato en primer grado, habría tenido la posibilidad de una sentencia de cadena perpetua y habría evitado la pena de muerte. El acusado no quería admitir su culpabilidad y se declaró culpable de asesinato en segundo grado, argumentando que lo estaba haciendo para evitar una sentencia de muerte en el caso de ser declarado culpable de asesinato en primer grado después de tratar de impugnar los cargos. Alford fue condenado a treinta años de cárcel, después de que el juez de primera instancia aceptara la declaración de culpabilidad y dictaminara que el acusado había sido debidamente informado por su abogado.
Alford apeló y pidió un nuevo juicio, argumentando que se vio obligado a declarar culpabilidad porque tenía miedo de recibir una sentencia de muerte. La Corte Suprema de Carolina del Norte declaró que el acusado había entregado de manera voluntaria la declaración de culpabilidad sabiendo lo que eso significaba. A raíz de esta sentencia, Alford solicitó un recurso de habeas corpus en la Corte Federal de Distrito para el Distrito Medio de Carolina del Norte que confirmó la sentencia inicial, y posteriormente a la Corte Federal de Apelaciones del Cuarto Circuito que dictaminó que la declaración de Alford no fue voluntaria, porque se hizo bajo el temor de la pena de muerte. En una de sus apelaciones, Alford señalaba que:

I just pleaded guilty because they said if I didn't, they would gas me for it.
Me declaré culpable sólo porque decían que si no lo hacía, me iban a enviar a la cámara de gas por ello.

El caso fue apelado ante la Corte Suprema y el juez asociado Byron White escribió la decisión de la mayoría. En la sentencia, la Corte señaló que para que la declaración sea aceptada, el defendido debía ser asesorado por un abogado competente capaz de informar a la persona que su mejor decisión en el caso sería la de introducir una declaración de culpabilidad, por lo que dictaminó que el acusado puede declararse culpable sólo «cuando concluye que lo mejor para sus intereses es una declaración de culpabilidad y la documentación indica una fuerte culpabilidad». El Tribunal permitió la solicitud sólo con una protesta simultánea de inocencia toda vez que la acusación tenía pruebas suficientes para demostrar culpabilidad, y el acusado ingresaba tales objeciones para evitar una posible sentencia. La Corte continuó señalando que, aunque el acusado hubiera demostrado que no habría ingresado una declaración de culpabilidad "sino para" recibir una sentencia menor, la propia declaración podría no ser descartada como válida. Como existían pruebas que podrían haber apoyado la condena de Alford, la Corte Suprema sostuvo que su declaración de culpabilidad era permisible aunque el propio acusado todavía mantuviera que no era culpable.